# Under Saturn Retrograde
Under Saturn Retrograde è il quinto album della gruppo musicale metal italiano Forgotten Tomb, pubblicato il 22 aprile 2011 dell'etichetta discografica Agonia Records.
L'album è stato prodotto dal gruppo sotto la supervisione del produttore Mika Jussila.

## Tracce
1. Reject Existence – 6:47
2. Shutter – 6:54
3. Downlift – 8:44
4. I Wanna Be Your Dog – 3:20
5. Joyless – 4:49
6. Under Saturn Retrograde Part I – 3:42
7. Under Saturn Retrograde Part II – 4:26
8. You Can't Kill Who's Already Dead – 8:24
9. Spectres Over Venice – 7:25

## Formazione
- Ferdinando "Herr Morbid" Marchisio - voce, chitarra, tamburello, campanaccio, sintetizzatore (traccia 9)
- Tiziano "Razor SK" Scassa - chitarra
- Alessandro "Algol" Comerio - basso
- Gianmarco "Asher" Rossi- batteria